# آنتاگونیست گیرنده اندوتلین
آنتاگونیست گیرنده اندوتلین (انگلیسی: Endothelin receptor antagonist) یا به اختصار «ERA»، دارویی است که گیرنده‌های اندوتلین را مسدود می‌کند.
سه گروه از این داروها موجود است:
- «آنتاگونیست اختصاصی گیرندهٔ ETA» که گیرنده اندوتلین A را مسدود می‌کنند؛ مثل امبریزنتان و زیبوتنتان[۱][۲]
- «آنتاگونیست دوگانه» که هر دو گیرندهٔ A و B[۳] را تحت تأثیر قرار می‌دهد؛[۴] مثل بوسنتان[۵][۶] و سی‌پی‌یو۰۲۱۳
- «آنتاگونیست اختصاصی گیرندهٔ ETB» که گیرنده اندوتلین B را مسدود می‌کنند. داروهای این دسته هنوز در مرحلهٔ پژوهشی هستند و به مرحلهٔ بالینی نرسیده‌اند.